# 益城郵便局
益城郵便局（ましきゆうびんきょく）は熊本県上益城郡益城町にある郵便局。民営化前の分類では集配普通郵便局であった。

## 概要
住所：〒861-2299 熊本県上益城郡益城町宮園辻721-6
民営化直前の集配業務再編において、多くの集配普通郵便局は統括センターとなったが、当局は配達センターとされたため、民営化後も郵便事業株式会社の支店は併設されず、集配センターが併設された。

## 沿革
- 1874年（明治7年）12月16日 - 木山郵便取扱所として開設[1]。
- 1875年（明治8年）1月1日 - 木山郵便局（五等）となる。
- 1885年（明治18年）10月1日 - 貯金取扱を開始。
- 1891年（明治24年）3月1日 - 為替取扱を開始。
- 1951年（昭和26年）12月1日 - 秋津郵便局から電報配達事務の一部[2]を移管[3]。
- 1961年（昭和36年）6月16日 - 津森郵便局および砥川郵便局から電話交換事務の取扱を移管[4]。
- 1967年（昭和42年）4月30日 - 津森郵便局から和文電報配達業務の全部と、砥川郵便局から同業務の一部[5]を移管。
- 1970年（昭和45年）6月12日 - 電話交換業務を熊本電話局に移管。
- 1970年（昭和45年）9月25日 - 託麻郵便局から和文電報配達業務の一部[6]を移管。
- 1983年（昭和58年）10月24日 - 益城町木山から同町宮園に移転。
- 1988年（昭和63年）9月26日 - 益城郵便局に改称。同日、津森郵便局から集配業務を移管。
- 1999年（平成11年）7月4日 - 特定郵便局から普通郵便局に局種別改定。
- 2000年（平成12年）8月14日 - 外国通貨の両替および旅行小切手の売買に関する業務取扱を開始。
- 2007年（平成19年）10月1日 - 民営化に伴い、併設された郵便事業熊本北支店益城集配センターに一部業務を移管。
- 2012年（平成24年）10月1日 - 日本郵便株式会社発足に伴い、郵便事業熊本北支店益城集配センターを益城郵便局に統合。

## 取扱内容
- 郵便、印紙、ゆうパック、内容証明
- 貯金、為替、振替、振込、国際送金、国債、投資信託
- 生命保険、バイク自賠責保険、自動車保険
- 地方公共団体事務（益城町入場券の販売）
- ゆうちょ銀行ATM
- 上益城郡益城町内の集配業務

## 周辺
- 益城町役場
- 益城町民体育館
- 九州産交バス木山営業所
- 国道443号

## アクセス
- 九州産交バス 木山農協前停留所下車
- 九州自動車道 益城熊本空港ICから東へ約4km
- 駐車場あり：7台